# Africa dolce e selvaggia
Africa dolce e selvaggia è un film del 1982 diretto da Angelo e Alfredo Castiglioni.
Il commento del film è affidato a Guglielmo Guariglia, docente di etnologia all'Università Cattolica di Milano.